# 嘉義文化創意產業園區
嘉義文化創意產業園區，位在臺灣嘉義市西區，是中華民國文化部所屬的文化創意產業園區之一。其建築原是過去的嘉義酒廠；在嘉義酒廠遷到嘉義縣民雄鄉新廠區後，這裡便被規劃成文創園區。在五大文創園區之中，面積是第三大，但以樓板面積來看則是最大。就文化部所提出的政策，嘉義文創園區的重點是「傳統藝術創新」，計畫結合臺灣南部傳統工藝、當代藝術、藝術家資源及故宮南院等視覺藝術及表演藝術資源來發展此目標。

## 沿革
嘉義文化創意產業園區的建築原是嘉義酒廠所有。在嘉義酒廠遷到新廠後，相關舊建築在2006年由行政院文化建設委員會接手；2008年，文建會投入將近新臺幣5億元展開全區建築及環境修繕，規劃做為文創園區使用，並委託嘉義市政府文化局管理。
2013年，嘉義市政府文化局開始嘉義文化創意產業園區委外招商發標，但流標三次；在第四次招標才由志嘉建設子公司新嘉文創得標，嘉義市政府文化局委託新嘉文創管理。
2016年1月11日，文化部與新嘉文創簽約：新嘉文創取得嘉義文化創意產業園區15年經營權，預計三年投入新臺幣1.2億元進行建築整修，並分批營運。
2017年7月22日，嘉義文化創意產業園區與十鼓擊樂團共同成立嘉義唯一定目劇劇場「囪擊劇場」。

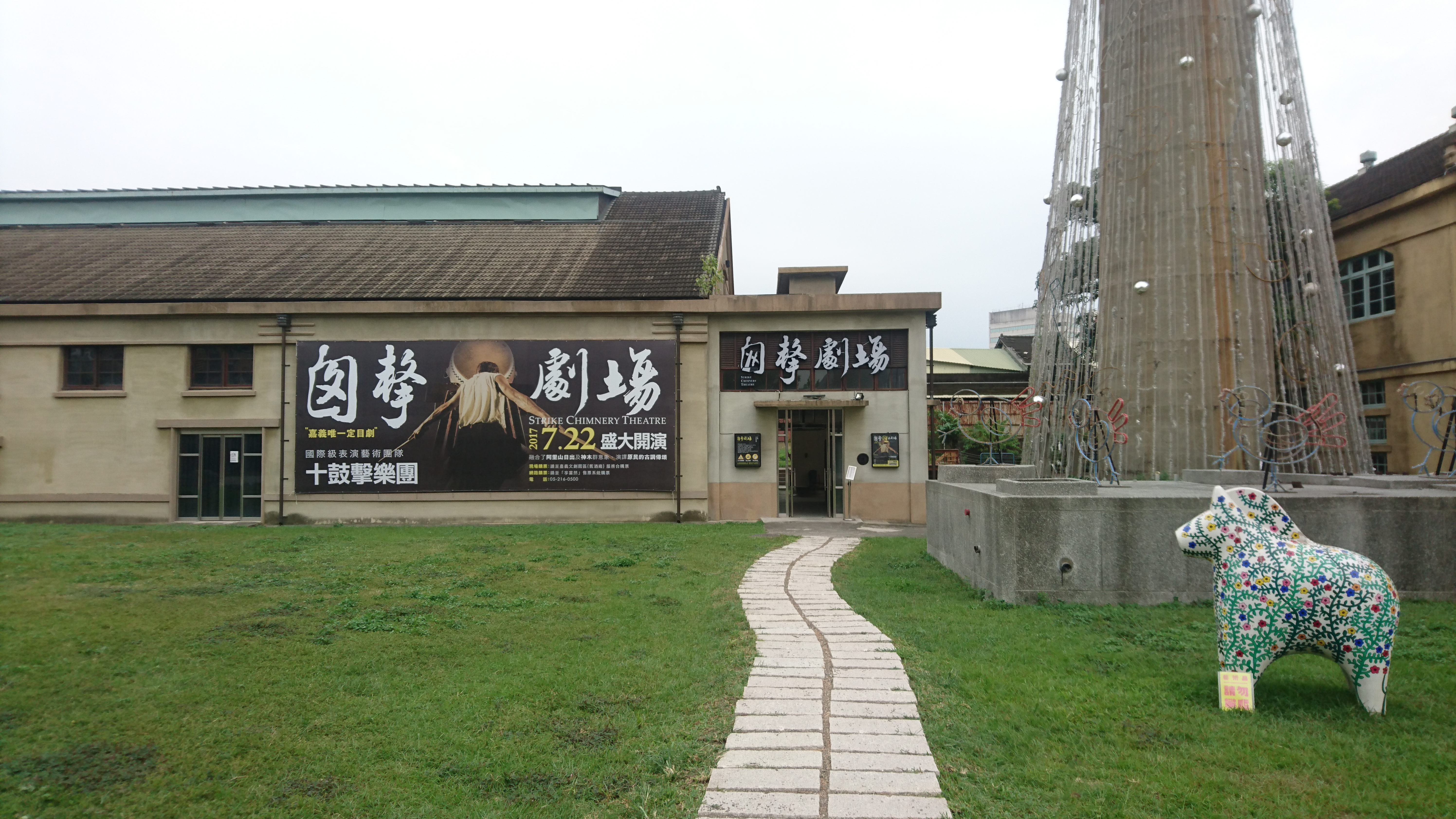
囪擊劇場

## 外部連結
- 嘉義文化創意產業園區（页面存档备份，存于）
- 嘉義文化創意產業園區的Facebook專頁
- 嘉義文化創意產業園區的Instagram帳戶
- YouTube上的嘉義文化創意產業園區頻道